# Kósa Lajos (orvos)
Kósa Lajos (Miskolc, 1954. március 3. – 2014. március 28.) orvos, gyermekgyógyász, a Svábhegyi Országos Allergológiai, Immunológiai és Pulmonológiai, Egészségügyi Szolgáltató, Nonprofit Kft. társ-ügyvezető igazgatója, a Svábhegyi Gyermekgyógyintézet főigazgató főorvosa, a Magyar Allergológiai és Klinikai Immunológiai Társaság főtitkára.

## Élete
Diplomáját 1978-ban szerezte a Pécsi Orvostudományi Egyetem Általános Orvosi Karán szerzett diplomát. Szakvizsgát tett 1982-ben csecsemő- és gyermekgyógyászatból, 1985-ben gyermektüdőgyógyászatból, 1992-ben allergológia és klinikai immunológiából,
2004-ben pedig klinikai farmakológiából. Több felsővezetői tanfolyamot is elvégzett. 1996-ban a Pécsi Orvostudományi Egyetemen szerezte meg kandidátusi fokozatát. Tudományos kutatási területe az ételallergiák komplex vizsgálata, az asztma, az allergiás rhinitis, a rovarméreg allergia és az allergén specifikus immunterápia voltak.
1978 és 1988 között munkatársa volt a Mosdósi Tüdőgyógyintézetnek, ezután a budapesti Svábhegyi Országos Allergológiai, Pulmonológiai és Fejlődésneurológiai Intézetben dolgozott. 1994-től osztályvezető főorvos lett, 1998-tól pedig főigazgató-helyettes. 2001-től főigazgató főorvosként működött, majd az intézet bezárása után egészen haláláig a Svábhegyi Országos
Allergológiai, Immunológiai és Pulmonológiai Egészségügyi Szolgáltató Nonprofit Kft. társ-ügyvezető igazgatója volt. 2011-től a Kaposi Mór Oktató Kórház Csecsemő- és Gyermekosztályának osztályvezető főorvoska is dolgozott.
1996-tól a Magyar Allergológiai és Klinikai Immunológiai Társaság főtitkára, és a European Academy of Allergy and Clinical Immunology és World Allergy Society tagja volt. 2005-től a Klinikai Allergológiai és Immunológiai Szakmai Kollégium tagja, 2011-től a Szakmai Kollégium tanácsadó testületének tagja, majd 2008-tól országos szakfőorvos, 2007-től 2009-ig az Európai Unió Gyermekgyógyszer Bizottságának tagja volt.
2006-tól oktatott a Petrányi Doktori Iskolában, 2010-ben a Debreceni Egyetem Orvostudományi és Egészségügyi Centrum címzetes egyetemi docenssé nevezte ki.